# Codi ATC C07
El  codi ATC C07, descrit com Blocador d'adrenoreceptors beta, és una subgrup terapèutic de l'Anatomical, Therapeutic, Chemical Classification System (ATC). La classificació ATC és un sistema de codis alfanumèric desenvolupat per l'Organització Mundial de la Salut (OMS) per als fàrmacs i altres productes sanitaris. El subgrup C07 és part del grup anatòmic C Sistema cardiovascular.

Els codis per a ús veterinari (codis ATCvet) poden han estat creats afegint la lletra Q davant dels codis ATC humans: QC07... 
Les adaptacions estatals de la classificació ATC poden incloure codis addicionals no presents en aquesta llista, que segueix la versió de l'OMS.

## C07A Blocadors beta
C07A A Blocadors beta no selectius
C07A B Blocadors beta selectius
C07A G Blocadors alfa i beta

## C07B Blocadors beta i tiazides
C07B A Blocadors beta no selectius i tiazides
C07B B Blocadors beta selectius i tiazides
C07B G Blocadors alfa i beta i tiazides

## C07C Blocadors beta i altres diürètics
C07C A Blocadors beta no selectius i altres diürètics
C07C B Blocadors beta selectius i altres diürètics
C07C G Blocadors alfa i beta i altres diürètics

## C07D Blocadors beta, tiazides i altres diürètics
C07D A Blocadors beta no selectius, tiazides i altres diürètics
C07D B Blocadors beta selectius, tiazidas i altres diürètics

## C07E Blocadors beta i vasodilatadors
C07E A Blocadors beta no selectius i vasodilatadors
C07E B Blocadors beta selectius i vasodilatadors

## C07F Blocadors beta i altres antihipertensius
C07F A Blocadors beta no selectius i altres antihipertensius
C07F B Blocadors beta selectius i altres anihipertensius